# Самооборонні Кущові Відділи

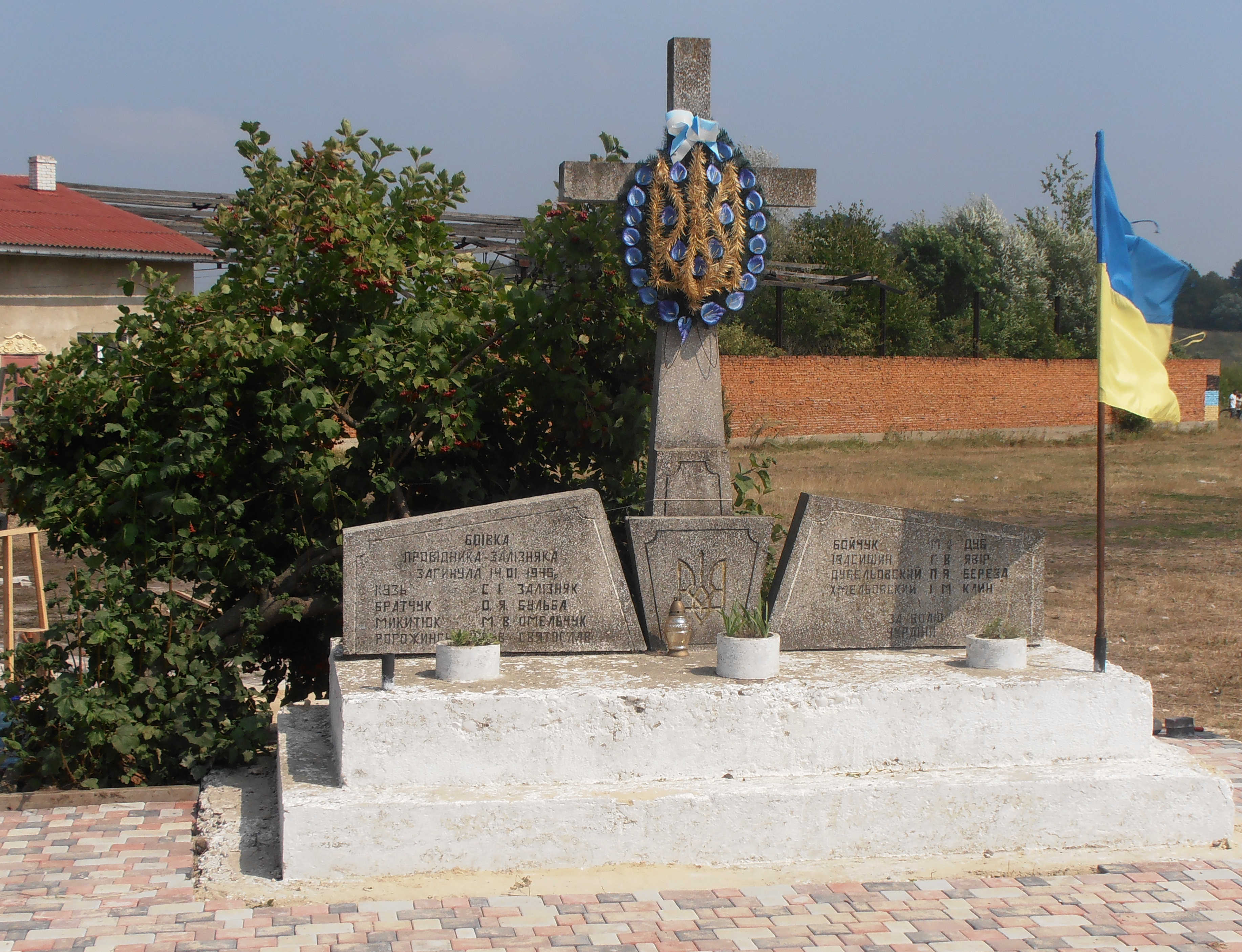
Монумент полеглій боївці СКВ с. Комарів

Самооборонні Кущові Відділи (СКВ) — відділи українського самозахисту, утворені для охорони українських сіл, а також для створення тилу для УПА, діяли в 1942–1946 роках, інспектовані через районних керівників ОУН-Б.

## Мета діяльності
Займалися в основному:
- військовою підготовкою населення;
- захистом українських сіл та українського населення перед польською і радянською партизанкою а також бандами грабіжників;
- будівництвом підземних бункерів, лікарень і складів;
- охороною повстанських складів і лікарень;
- нагромадженням запасів продовольства, ліків і одягу для відділів УПА;
- забезпеченням транспорту;
- підтримуванням зв'язку через зв'язкових;
- час від часу брали участь також в диверсійних акціях, підтримуючи атаки відділів УПА.

## Структура
Самооборонні Кущові Відділи були організовані в станиці, що об'єднували 1-2 села, а також кущі (5-7 сіл). Бойові Загони СКВ створені були при кущах, налічували від 30 в 50 солдатів, тобто 3-4 рої. До складу кущового проводу (правління) входили:
- військовий (кущовий, військовик) референт — був командувачем куща
- господарський референт
- референт пропаганди
- референт Служби Безпеки
- референтка Українського Червоного Хреста
- зв'язковий

У структурі ОУН термін кущ впроваджений на заміну термінам волость і підрайон, кущі підлягали районним (а вище — надрайонним або повітовим) організаційно-мобілізаційним референтам. Але члени СКВ не мусили належати до ОУН.

## Діяльність

### В Україні
СКВ почали виникати на початку 1942 року на Волині і Поліссі. У деяких районах творено так звані «Відділи Особливого Призначення» (ВОП), а в інших виникали «Самооборонні Кущові Відділи» (СКВ). На Волині організація цього руху знаходилась в руках Дмитра Клячківського, який 30 серпня 1943 віддав наказ про цілковиту мобілізацію українського населення на Волині у відділах, створених в окремих селах. Члени СКВ потрапляли в УПА, але з часом, коли розпочато розформовування відділів, діючих до цих пір партизанів скеровують в сільський самозахист. Членів СКВ відрізняло від відділів УПА те, що вони легально проживали в селах, що знаходилися на терені 'куща' і, об'єднувалися лише з метою виконання певної визначеної акції. СКВ були керовані через ОУН за посередництвом військових референтів куща ('кущових'). Озброєння СКВ складала нечисленна вогнепальна зброя, а головним чином господарські інструменти напр. сокири, вила, коси, ножі. В 1943 році відділи СКВ існували вже на теренах всієї Волині.

### На Закерзонні
Відділи СКВ на території Польщі обороняли українське населення Закерзоння на теренах Перемиського підгір'я (пол. Pogórze Przemyskie), Бескидів (пол. Bieszczady), Холмщини і Люблінського воєводства (пол. Lubelszczyzny) перед бандами грабіжників, підрозділами Армії Крайової, польськими націоналістичними боївками, намагалися оборонити від депортації українців з Польщі до УРСР в 1944–1946 роках, від виселення з рідних земель в рамках Операції «Вісла» в 1947 році, а також від репресій прокомуністичної влади Польщі.

## Оцінка діяльності СКВ
Оцінка діяльності Самооборонних Кущових Відділів суперечлива.
Польська дослідниця Волинської трагедії Єва Семашко (пол. Ewa Siemaszko) вважає, що через невелику кількість вогнепальної зброї СКВ не могли чинити гідного спротиву радянським партизанам та німецьким окупантам, а тому використовувались ОУН для нападів на польські колонії, хоча історія більшості СКВ заперечує її твердження.
Одночасно польський історик, член Ради Інституту національної пам'яті (Польща), що спеціалізується на українській тематиці, Ґжеґож Мотика (пол. Grzegorz Motyka) вважає, що головною метою діяльності СКВ була оборона українських сіл від нападів.
Ось як в своїх спогадах про старшого брата Дмитра Судина, що народився в 1928 році у селі Старий Люблинець Закерзоння й восени 1944 року вступив в ряди місцевого СКВ «Трембіта», (котрий співпрацював з куренем УПА «Месники»), згадує Юрій Судин, 1933 року народження: 

| Від того часу брат мало бував удома. Весь час у нічних походах. Збір і доставка продуктів для сотень УПА, перепровадження підрозділів УПА і керівників підпілля по терену, розквартирування поранених вояків по селах, доставка їх до військових шпиталів, а нерідко і участь у бойових операціях, які проводили відділи УПА по захисту населення від нападів польських бандитів, розвідка в терені. Такою, в основному, була робота самооборонного куща. |